# Gunnera pilosa
Gunnera pilosa là một loài thực vật có hoa trong họ Dương nhị tiên. Loài này được Kunth mô tả khoa học đầu tiên năm 1822.